# Aruküla (Märjamaa)
Pour les articles homonymes, voir Aruküla.
Aruküla est un village de la Commune de Märjamaa du Comté de Rapla en Estonie.